# استامپیدین
استامپیدین (انگلیسی: Stampidine) یک مهارکننده آزمایشی نوکلئوزیدی ترانس کریپتاز معکوس (NRTI) با فعالیت ضد HIV است.
این مشتق از استاوودین (d4T، نام تجاری Zerit) است و برای جلوگیری از وابستگی به مرحله محدودکننده نرخ فسفوریلاسیون استاوودین به استاوودین مونوفسفات طراحی شده است.  این توسط عرضه تیمیدین کیناز موجود کنترل می‌شود، و استاوودین به شکل مونوفسفات آن در سلول‌های دارای کمبود تیمیدین کیناز فسفریله ضعیفی دارد.